# Kurt Thürk

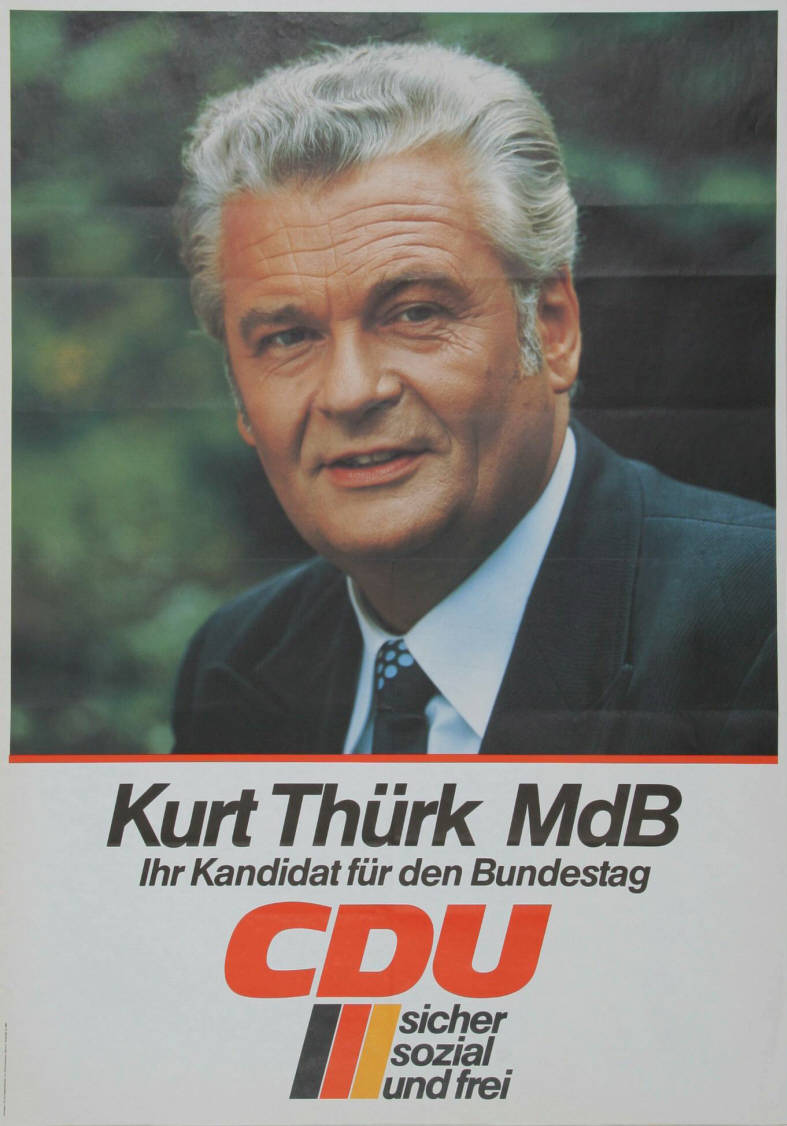
Kandidatenplakat zur Bundestagswahl 1976

Kurt Thürk (* 3. September 1926 in Saarbrücken; † 8. Juli 2002 ebenda) war ein deutscher Politiker der CDU.
Thürk war von Beruf Jurist und arbeitete als Staatsanwalt und Richter. Er trat 1960 der CDU bei. Von 1972 bis 1976 war Thürk Mitglied des Deutschen Bundestages. Er zog über die Landesliste Saarland in den Bundestag ein. Nach der gescheiterten Wiederwahl wurde er 1977 vom saarländischen Ministerrat zum Vorsitzenden des Strafsenats am Saarländischen Oberlandesgericht bestimmt.